# Steven Barnett
Steven John Barnett (* 15. Juni 1979 in Sydney) ist ein ehemaliger australischer Wasserspringer. Er startete im Kunstspringen vom 1-m- und 3-m-Brett sowie im 3-m-Synchronspringen. Er gewann bei den Olympischen Spielen 2004 eine Bronzemedaille.
Barnett begann bereits im Alter von vier Jahren mit dem Wasserspringen. Er startete zunächst für den von seinen Eltern gegründeten Verein Barnett Divers. Seine Eltern waren ebenfalls erfolgreiche Wasserspringer, seine Mutter Medeleine Barnett nahm an den Olympischen Spielen 1976 in Montreal teil. Mit 20 Jahren wechselte Steven Barnett dann zum Leistungszentrum nach Brisbane.
Seine erste internationale Medaille gewann Barnett bei den Commonwealth Games 2002 in Manchester. Er gewann Bronze vom 1-m-Brett. Mit Robert Newbery erreichte er im folgenden Jahr bei den Weltmeisterschaften in Barcelona Rang sieben. 2004 nahm er an den Olympischen Spielen in Athen teil. Vom 3-m-Brett wurde er im Halbfinale 16., im 3-m-Synchronspringen gewann er zusammen mit Newbery die Bronzemedaille. Sein vierter Rang mit Newbery bei den Weltmeisterschaften 2007 in Melbourne war sein bestes Resultat bei Weltmeisterschaften. Drei weitere Bronzemedaillen konnte Barnett bei den Commonwealth Games 2006 in Melbourne gewinnen. Er wurde vom 1-m- und 3-m-Brett sowie mit Newbery im 3-m-Synchronspringen jeweils Dritter.
2007 beendete Barnett seine aktive Laufbahn.